# 角田覺治
角田覺治（1890年9月23日—1944年8月2日）是第二次世界大戰太平洋戰爭中大日本帝國海軍航空隊中將司令官，最後於天寧島戰役自殺。

## 生平
角田出生于1890年（明治23年）9月23日，是日本新潟縣南蒲原郡槻田村農村子弟出身，上中学期间萌生成为海军军官的憧憬。1908年9月14日考入江田岛海軍兵學校第39期，成绩150人中排名第102号，1911年7月18日毕业时成绩为148人中排名第45号。同期同学知名者有：伊藤整一、高木武雄、原忠一、阿部弘毅、岡敬純、西村祥治等。畢業後以少尉候补生身份先到巡洋艦「阿蘇」实习，之後又到戰艦「伊吹」上。1912年12月1日晋升海军少尉，被派至巡洋艦「千代田」。1913年-1914年入炮術学校和水雷学校普通科受训，晋升中尉。接著於第一次世界大戰時到戰艦「攝津」及装甲巡洋艦「吾妻」服役。1915年11月7日被授予勲六等瑞宝章。1917年12月晋升大尉，入海军大学乙种班。1918年4月入炮术学校高等科。接著又到戰艦「霧島」任分队长及驅逐艦「柳」上服役。
1920年起先后在防護巡洋艦「須磨」及轻巡洋艦「天龍」擔任炮术长。1923年他成為巡洋艦「夕張」執行官司令。1923年12月晋升少佐，後入海军大学甲种班第23期，1925年11月毕业，任第一水雷战队参谋。1926年他任重巡洋艦「古鷹」炮术长，接著改任第二舰队参谋官，1928年晋升中佐，任联合艦隊参謀兼第一艦隊参謀。1929年任第一航空战队参谋。
1932年“一·二八事变”后，12月1日调到驻上海第三舰队司令部兼任上海军特别陆战队参谋。1933年11月晋升大佐。1934年3月10日他第一次任艦長是轻巡洋艦「木曽」，之後任重巡洋舰“古鹰”舰长；1936年12月1日任江田岛海軍兵学校教务主任。1938年11月15号任战列舰“山城”兼战列舰“长门”舰长。1939年11月晋升少将，就任佐世保镇守府参谋长。1940年11月调任第三航空战队司令官。角田被评价是“见敌必战”的攻击精神很强，指挥航空作战指导思想灵活，但炮术军官出身的缘故对有关航空兵运用有无知之处。

### 太平洋战争
1941年9月擔任第4航空战队司令官，管轄兩艘航空母舰：「龍驤」與「春日丸」（後改稱「大鷹」）。1941年12月7日太平洋戰爭爆發时，角田指挥第4航空战队航空母舰“龙驤”隶属第三舰队在日軍攻佔菲律賓群島南部作战時(為日本陸軍提供空中支援)轰炸达沃机场；第4航空戰隊戰功還有：1942年2月第四航空战队被编入第一南遣艦隊进攻苏门答腊南部及爪哇岛；4月印度洋空襲作戰中，佔領英軍在安达曼群岛的海空軍基地數個，进入孟加拉湾攻击航运船只，顯現出日本帝國海軍有控制印度洋「遠洋作戰」能力。作战中角田曾用航空母舰高射炮炮击货船和岸上基地的战法。
1942年6月中途島海戰期間，角田率領第四航空战队所属兩艘航空母舰「龍驤」與「隼鷹」，隶属于第五舰队司令长官细萱戊子郎中将指挥的“北方部队”，参加进攻阿留申群島作战，以海軍舰载戰機空襲美軍的荷蘭港，作战中为了弥补攻击力不足用巡洋舰搭载的4架九五式水偵飞机参与出击，这样强行用兵无谓的损失了2架。
1942年7月改任第2航空戰隊司令官，1942年10月在参加南太平洋海上作战，在聖克魯斯群島戰役與瓜達爾卡納爾海戰與美國海軍戰鬥。10月26日在聖克魯斯群島戰役中，位于后方的角田旗舰「隼鷹」为了到达发动攻击的范围以最大航速前出，第三舰队司令长官南云忠一中将的旗舰「翔鶴」受伤撤退，指挥权一时移交给了角田，所属航空母舰「隼鷹」與「瑞鶴」，上載數個中隊的飛機，竭尽全力出动了多个波次攻击部队。最终美军航空母舰“企业”被击退，“大黄蜂”被击沉。
1942年11月1日角田晋升海軍中將。聯合艦隊司令长官山本五十六大將陣亡後，新接任的聯合艦隊司令长官古賀峰一大將，參考美軍的航空母艦特遣艦隊的方式，重組日本艦隊。角田於1943年7月1日起，被任命為海軍第一航空艦隊司令长官，管轄所有自菲律賓到日本佔領「中太平洋」所有島上的陸基海軍戰機。但是日軍許多機隊在1944年2月被美軍航母艦隊艦載機空襲，人員與飛機損失慘重。角田中將把司令部設置在天寧島，在1944年6月將海軍第一航空艦隊所剩的大部分飛機派出支援菲律賓海海戰，但戰果不佳且損失不少戰機。除此，該司令部沒有留戰機護衛，美軍已經謀略一個月後將攻佔天寧島。 
角田是天寧島上最資深的軍官，但並不直接負責防衛；陸軍大佐緒方敬志直接負責該島防禦作戰及防衛工事。天寧島戰役中，當美軍開始封鎖天寧島所有機船出入時，角田與部下司令部參謀人员數十人曾經試圖逃到外海搭日軍潛艇撤退，但因潛艇被擊沉而只好與島作戰共存亡，7月31日战死。

### 著作
- D'Albas, Andrieu. . Devin-Adair Pub. 1965. ISBN 0-8159-5302-X.
- Dull, Paul S. . Naval Institute Press. 1978. ISBN 0-87021-097-1. Online views of selections of the book:
- Frank, Richard B. . New York: Penguin Group. 1990. ISBN 0-14-016561-4. Online views of selections of the book: （页面存档备份，存于）
- Fuller, Richard. . London: Arms and Armour Press. 1992. ISBN 1854091514.
- Hammel, Eric. . Pacifica Press. 1999. ISBN 0-7603-2128-0.-Book review: （页面存档备份，存于）
- Hara, Tameichi. . New York & Toronto: Ballantine Books. 1961. ISBN 0-345-27894-1.
- Lundstrom, John B. . Naval Institute Press. 2005 (New edition). ISBN 1-59114-472-8.
- Morison, Samuel Eliot. . Boston: Little, Brown and Company. 1958. ISBN 0-316-58305-7. Online views of selections of the book:
- Poor, Henry Varnum; Henry A. Mustin & Colin G. Jameson. . Naval Historical Center. 1994. ISBN 0-945274-21-1.

### 外部連結
- Chen, C. Peter. . World War II Database. 2004–2006  [2006-05-17]. （原始内容存档于2012-05-26）.
- Horan, Mark. . Order of Battle.   [2006-05-17]. （原始内容存档于2011-08-20）.
- Hoffmann, Carl. . USMC Historical Monograph. 1951  [2006-05-17]. （原始内容存档于2020-02-11）.
- Nishida, Hiroshi. .   [2007-08-25]. （原始内容存档于2014-03-14）.
- Office of Naval Intelligence. . Combat Narrative. Publications Branch, Office of Naval Intelligence, United States Navy (somewhat inaccurate on details, since it was written during the war). 1943  [2006-05-17]. （原始内容存档于2006-05-13）.
- Parshall, Jon; Bob Hackett, Sander Kingsepp, & Allyn Nevitt. . Imperial Japanese Navy Page.   [2006-06-14]. （原始内容存档于2020-06-28）.